# 幌菊属
幌菊属（学名：Ellisiophyllum）是玄参科下的一个属，为柔弱、匍匐草本植物。该属仅有幌菊（Ellisiophyllum pinnatum）一种，分布于东亚及南亚。